# Halowe Mistrzostwa Europy w Lekkoatletyce 1982 – skok o tyczce mężczyzn
Skok o tyczce mężczyzn – jedna z konkurencji technicznych rozgrywanych podczas halowych lekkoatletycznych mistrzostw Europy w Palasport di San Siro w Mediolanie. Rozegrano od razu finał 7 marca 1982. Zwyciężył reprezentant Związku Radzieckiego Wiktor Spasow, który wyrównał halowy rekord Europy skokiem na wysokość 5,70 m. Tytułu zdobytego na poprzednich mistrzostwach nie bronił Thierry Vigneron z Francji.

## Rezultaty

### Finał
Rozegrano od razu finał, w którym wzięło udział 17 skoczków.

Opracowano na podstawie materiału źródłowego.
| Miejsce | Zawodnik              | Wynik | Uwagi |
| ------- | --------------------- | ----- | ----- |
| 1       | Wiktor Spasow         | 5,70  | = =   |
| 2       | Konstantin Wołkow     | 5,65  |       |
| 3       | Władysław Kozakiewicz | 5,60  |       |
| 4       | Aleksandr Krupski     | 5,55  |       |
| 5       | Atanas Tyrew          | 5,55  |       |
| 6       | Jean-Michel Bellot    | 5,40  |       |
| 7       | Mauro Barella         | 5,40  |       |
| 8       | Miro Zalar            | 5,40  |       |
| 9       | Daniel Aebischer      | 5,30  |       |
| 10      | Alain Donias          | 5,20  |       |
| 10      | Reinhard Lechner      | 5,20  |       |
| 12      | František Jansa       | 5,00  |       |
| 13      | Roger Oriol           | 5,00  |       |
| 13      | Jürgen Winkler        | 5,00  |       |
| –       | Vincenzo Bellone      | NM    |       |
| –       | Günther Lohre         | NM    |       |
| –       | Rauli Pudas           | NM    |       |